# Noorder Middelbertsterpolder
De Noorder Middelbertsterpolder is een voormalig waterschap in de provincie Groningen.
Het schap lag ten oosten van de stad Groningen. De noordgrens lag bij het Eemskanaal, de oostgrens bij de Borgsloot, de zuidgrens lag een kleine km ten zuiden van het Eemskanaal op het Middelberter kerkpad en maakte 400 m na de Middelberterweg een haakse hoek en na 750 m weer een, waardoor het laatste deel van de op 300 m evenwijdig van het Eemskanaal liep. De westgrens lag bij de oude loop van de Hunze (tegenwoordig de Woonschepenhaven). De polder had een molen die uitsloeg op de Borgsloot.
Door het graven van het Eemskanaal werd het noordelijke gedeelte van de polder afgesneden. Dit gedeelte is samen met het afgesneden deel van de Kleine Harkstederpolder samengevoegd tot de Borgslooterpolder.
Waterstaatkundig gezien ligt het gebied sinds 2000 binnen dat van het waterschap Hunze en Aa's.